# رود زرد ماشين (الريف الشرقي)
رود زرد ماشين (بالفارسية: رودزرد ماشین) هي منطقة سكنية تقع في إيران في قسم الريف الشرقي الريفي. يقدر عدد سكانها بـ 2,625 نسمة .